# Кадацкий, Николай Михайлович
Николай Михайлович Кадацкий (1839—1902) — русский военный медик. Тайный советник.

## Биография
Родился в 1839 году в семье коллежского асессора.
В 1858 году окончил Ларинскую гимназию. В 1863 году с отличием и со званием лекаря окончил Императорскую Медико-хирургическую академию.
В службе и классном чине с 7 июля 1863 года. Служил во 2-м Санкт-Петербургском сухопутном госпитале (1863—1866), затем — в Казанском военном госпитале (1866). Защитил диссертацию на звание доктора медицины по теме «К вопросу о действии спорыньи на животный организм» (1866, Санкт-Петербург).
В 1869 году был врачом 157-го пехотного Имеретинского полка в Бобруйске. В 1870 году служил в Астраханском и Варшавском Уяздовском военных госпиталях. В 1875 году в чине коллежского советника в качестве главного врача руководил деятельностью Белорусско-Могилевского военного госпиталя.
В декабре 1876 года был назначен главным полевым хирургом Дунайской армии. Во время русско-турецкой войны часто находился в горячих точках: на передовом перевязочном пункте при переправе русских войск через реку Дунай у Зимницы (14-15 июня 1877); 18 июля 1877 года прибыл в Плевну для содействия в подаче помощи раненым. 
Был произведён 27 мая 1879 года в действительные статские советники. Состоял корпусным врачом 10-го армейского корпуса в Харькове.
В 1890 году был уволен от службы с чином тайного советника. Был практикующим врачом в Харькове (1891—1902).
Умер 18 сентября (1 октября) 1902 года в Одессе. Похоронен на Втором христианском кладбище.
В «Военно-медицинском журнале» (Т. 3. — № 12. — 1904) была опубликована его статья «Жизнь перевязочных пунктов в кампании 1877-1878 годов в Европейской Турции (Посмертные записки главного полевого хирурга Дунайской армии)».

## Награды
- орден Св. Анны 2-й ст. с мечами (1877)
- орден Св. Владимира 3-й ст. с мечами (1878)
- орден Св. Станислава 1-й ст. (1885)
- сербский орден Таковского креста, командор (1880)